# Heterochaete cystidiophora
Heterochaete cystidiophora är en svampart som först beskrevs av Lowy, och fick sitt nu gällande namn av Oberw., Kisim.-Hor. & L.D. Gómez 1998. Heterochaete cystidiophora ingår i släktet Heterochaete och familjen Auriculariaceae.   Inga underarter finns listade i Catalogue of Life.